# The Occult (film 1913)
The Occult è un cortometraggio muto del 1913 diretto da Lorimer Johnston.

## Produzione
Il film fu prodotto dalla Flying A (American Film Manufacturing Company).

## Distribuzione
Distribuito dalla Mutual Film, il film - un cortometraggio in una bobina - uscì nelle sale cinematografiche USA il 24 novembre 1913.